# Аллан Макгрегор
Аллан Джеймс Макгрегор (англ. Allan James McGregor; 31 січня 1982, Единбург, Шотландія) — шотландський футболіст, воротар клубу «Рейнджерс». Виступав за національну збірну Шотландії.
Макгрегор — вихованець «Рейнджерса», в якому він дебютував у 2002 році в поєдинку Кубка Шотландії проти «Форфар Атлетік». Перш ніж стати основним голкіпером «джерс», Аллан пограв в оренді в таких клубах, як «Сент-Джонстон» та «Данфермлін Атлетік». Зі старту сезону 2006/07 Макгрегор остаточно закріпився в ролі «першого номера» «Рейнджерс». Влітку 2012 року Аллан був змушений залишити колектив через фінансові негаразди команди. За свою одинадцятирічну кар'єру у складі «Рейнджерс» Макгрегор провів 275 офіційних матчів, вигравши десять трофеїв — чотири титули чемпіона Шотландії і три звання володаря національного Кубка і Кубка шотландської ліги. 26 липня воротар перебрався до Туреччини, де підписав 2-річний контракт із клубом «Бешикташ», після чого виступав у чемпіонаті Англії за клуби «Галл Сіті» та «Кардіфф Сіті», а закінчувати кар'єру повернувся до рідного «Рейнджерса».
З 2007 по 2018 рік Макгрегор захищав кольори національної збірної Шотландії — перший вихід на поле відбувся 30 травня, коли Аллан відіграв один тайм поєдинку з Австрією. Навесні 2009 року голкіпер разом зі своїм одноклубником по «Рейнджерс», Баррі Фергюсоном, був довічно відсторонений від ігор за «тартанову армію» за «неналежну поведінку». Через рік новий наставник збірної Крейг Левейн вибачив Макгрегора і знову викликав голкіпера під прапори національної команди. Усього у складі «тартанової армії» Аллан провів 42 матчі.

## Клубна кар'єра

### Перші роки в «Рейнджерс»
Макгрегор народився 31 січня 1982 року в столиці Шотландії — місті Единбурзі. В 1998 році Аллан вступив до Академії клубу «Рейнджерс». У першому сезоні в стані молодіжної команди «джерс» в одному з матчів голкіпер серйозно пошкодив зап'ястя, через що був змушений пропустити весь футбольний рік. Тим не менш, оговтавшись від пошкодження, Макгрегор став беззастережним першим воротарем «дубля» «Рейнджерс». Впевнена гра Аллана у воротах резервної команди привернула увагу з боку тренерів першого складу. Влітку 2001 року воротар підписав із «джерс» професійний контракт.
Дебют Макгрегора у першій команді «Рейнджерс» відбувся 24 лютого 2002 року. У той день в поєдинку 1/4 фіналу Кубка Шотландії з рахунком 6:0 був розбитий «Форфар Атлетік», а сам Аллан з'явився на полі на 73-й хвилині зустрічі, замінивши основного голкіпера «джерс» Штефана Клоса. Двома місяцями пізніше 20-річний Макгрегор вперше взяв участь у грі першості країни, провівши повний матч проти клубу «Абердин». У сезоні 2002/03 Аллан не зіграв жодної зустрічі за «джерс», залишаючись другим голкіпером «Рейнджерс» та дублером Штефана Клоса. Наступний футбольний рік також не приніс у кар'єру Макгрегора великих змін — він узяв участь лише у шести матчах: чотирьох поєдинках чемпіонату Шотландії та двох у Кубку ліги.

### «Сент-Джонстон» та «Данфермлін Атлетік»
10 серпня 2004 року Аллан за піврічною орендною угодою перебрався до клубу Першого шотландського дивізіону «Сент-Джонстон». У той же день Макгрегор вперше зіграв у воротах «святих» у матчі на Кубок ліги проти «Аллоа Атлетік». У період з кінця листопада 2004 року до початку наступного року Аллан у шести поспіль іграх не пропустив жодного м'яча, внаслідок чого його клуб виграв п'ять поєдинків і ще один звів у нічию. За це досягнення, а також за свою відмінну гру голкіпер був удостоєний призу «Гравця місяця» за підсумками грудня. Всього за «Сент-Джонстон» Аллан зіграв 24 матчі, включаючи одинадцять «сухих».
У «Рейнджерс» Макгрегор повернувся в січні 2005 року, миттєво ставши першим голкіпером «джерс» внаслідок травми Штефана Клоса. Але тривало це недовго — головний тренер Алекс Макліш в останній день зимового трансферного вікна підписав нідерландського воротаря Роналда Ватерреса і знову посадив Аллана на лаву запасних. Цей крок наставника «Рейнджерс» викликав у Макгрегора величезне невдоволення, яке відкрито було висловлено в одному з інтерв'ю.
У сезоні 2005/06 воротар знову вирушив у оренду. Цього разу його новим тимчасовим роботодавцем став клуб «Данфермлін Атлетік». Дебют Макгрегора у складі команди з Файфа відбувся 10 вересня 2005 року в матчі проти «Кілмарнока». «Данфермлін» багато в чому завдяки впевненій грі Аллана у воротах того футбольного року дійшов до фіналу Кубка шотландської ліги, де однак поступився «Селтіку» з рахунком 0:3. Після закінчення сезону Макгрегор повернувся до «Рейнджерса».

### «Рейнджерс»
У міжсезоння у «джерс» змінився головний тренер — замість Алекса Макліша, який покинув команду, на цю посаду був призначений француз Поль Ле Гуен. Тренер одразу позначив пріоритети на місце «першого номера» — Клос, Ліонель Летізі і лише потім Макгрегор. Незабаром Аллана було виставлено на трансфер. Однак висока трансферна ціна голкіпера відлякала більшість потенційних роботодавців Макгрегора, тому керівництво «Рейнджерс» вирішило залишити його в команді мінімум до літа наступного року. Перед початком сезону несподівану травму отримав перший воротар клубу Штефан Клос — під час прогулянки велосипедом німець пошкодив зв'язки плеча і вибув на чотири місяці. Це означало, що футбольний рік Макгрегор почне як другий голкіпер клубу, а основним сторожем воріт «джерс» буде Ліонель Летізі. Незабаром француз також травмувався, що зробило Аллана першим воротарем команди. Макгрегор цілком реалізував свій шанс — з першої ж гри сезону, якою став поєдинок з «Кілмарноком», голкіпер до кінця футбольного року своєю чудовою грою довів усім, що заслуговує на місця в основному складі. За підсумками вересня 2006 року Аллан був визнаний Гравцем місяця шотландської Прем'єр-ліги. Незабаром після цього голкіпер продовжив свій контракт із «Рейнджерс» ще на три роки. Незважаючи на вражаючу гру Макгрегора Ле Гуен все ще розглядав як основного голкіпера не його, а Летізі. Але потім Ліонель травмувався знову, і французький фахівець офіційно оголосив, що віддає пост номер один шотландцю. 22 лютого 2007 року «Рейнджерс» у рамках розіграшу Кубка УЄФА зустрічалися з ізраїльським клубом «Хапоель» із міста Тель-Авів. На 73-й хвилині матчу італійський арбітр Маттео Трефолоні вилучив з поля шотландського голкіпера за удар головою гравця «червоних дияволів» Лучано Де Бруно. Епізод залишився поза увагою телевізійних камер, тому післяматчева апеляція з боку «Рейнджерс» була відхилена, а Макгрегор був покараний двоматчевою дискваліфікацією. Наприкінці сезону одноклубники Аллана вибрали голкіпера «Гравцем року».
У вересні 2007 року Макгрегор пролонгував з клубом угоду про співпрацю ще на чотири роки. Наступний футбольний рік Аллан також провів, будучи першим воротарем клубу, вигравши конкуренцію за місце в основному складі у колишнього голкіпера англійського «Манчестер Юнайтед» Роя Керролла. У березні 2008 року Макгрегор своєю чудовою грою у воротах «джерс» дуже допоміг здолати німецький «Вердер», за що був удостоєний похвали від головного тренера клубу Волтера Сміта. 22 березня 2008 року, відігравши за «Рейнджерс» у матчі проти «Гіберніана», Макгрегор провів свій сотий матч у Прем'єр-лізі у складі шотландського гранду. Шістьма днями раніше Аллан взяв участь у фінальному поєдинку Кубка ліги, в якому «джерс» переграли в серії пенальті «Данді Юнайтед». У третьому в сезоні 2007/08 дербі Old Firm проти «Селтіка», що відбувся 16 квітня 2008 року, Макгрегор відзначився відбитим ударом з одинадцятиметрової позначки у виконанні австралійського форварда «кельтів» Скотта Макдональда. Незабаром Аллан отримав пошкодження кісточки і був змушений залишити поле. Травма вивела голкіпера з ладу до кінця сезону — через неї страж воріт пропустив найважливіші для «джерс» матчі закінчення футбольного року — фінали національного Кубка та Кубка УЄФА.
Влітку 2008 року воротар уклав з «Рейнджерс» новий контракт, за яким він залишався в Глазго ще на п'ять років із чистою зарплатою в мільйон євро на рік. У першому турі шотландського чемпіонату сезону 2008/09, яким була зустріч з «Фолкерком» Макгрегор вперше вивів «джерс» на поле як капітан команди. Сталося це через неможливість участі в матчі з різних причин «постійного» капітана Баррі Фергюсона та віце-капітанів Девіда Вейра та Карлоса Куельяра. До квітня 2009 року Макгрегор залишався першим воротарем команди, після чого стався знаменитий на всю Шотландію скандал, пов'язаний з демонстрацією Алланом разом з Баррі Фергюсоном образливих жестів під час матчу національної команди країни з Ісландією, результатом якої стало усунення обох футболістів від ігор за клуб та збірну. У сезоні 2009/10 голкіпер повернув собі місце в основному складі «Рейнджерс». Всього за цей футбольний рік він провів 46 зустрічей, завоювавши звання переможця Прем'єр-ліги та ставши володарем Кубка ліги. Проте на фінальні матчі наставник «джерс» Волтер Сміт вирішив поставити на ворота не Макгрегора, а другого воротаря клубу Ніла Александера.
У жовтні 2010 року Шотландська футбольна асоціація наклала на Аллана одноматчеву дискваліфікацію за удар ногою нападника «Абердіна» Кріса Магвайра. У квітні наступного року Макгрегор знову підтвердив свою кваліфікацію фахівця з відбиття пенальті, впоравшись з одинадцятиметровим ударом у поєдинку проти «Гамільтон Академікал». За підсумками того ж місяця, голкіпер вдруге в кар'єрі був удостоєний призу «Гравцю місяця шотландської Прем'єр-ліги». Досягнення Макгрегора у квітні включали п'ять матчів, у яких він залишив свої ворота в недоторканності, зокрема чудова гра воротаря в дербі «Old Firm», в якому він знову відбив пенальті за вісім хвилин до кінця поєдинку, дозволивши «Рейнджерс» утримати складну нічию. Сезон «джерс» та Аллан закінчили на мажорній ноті, втретє поспіль ставши чемпіонами Шотландії. Всього за футбольний рік Макгрегор провів 22 «сухі» матчі у Прем'єр-лізі. Також після закінчення сезону Аллан заявив, що хотів би продовжити з «Рейнджерс» угоду про співпрацю. Пропозиція від керівництва глазгівців не забарилася, і 4 липня Макгрегор поставив підпис під новим 6-річним контрактом. Старт сезону в Аллана вдався — у перших дев'яти матчах першості він пропустив лише один гол, що трапився в зустрічі з «Гарт оф Мідлотіан». У першому дербі «Old Firm» футбольного року Макгрегор зробив грубу помилку, не впоравшись із нескладним ударом захисника «Селтіка» Бадра Ель-Каддурі. На щастя для «джерс» цей промах воротаря не став фатальним — матч «рейнджери» виграли з рахунком 4:2.
У червні 2012 року Аллан заявив, що він має намір залишити стан «Рейнджерс», не бажаючи брати участь у структурі, створеній новим власником «джерс» Чарльзом Гріном, який купив клуб на піку його фінансових проблем у середині 2012 року. Раніше Шотландська професіональна футбольна асоціація (профспілка футболістів країни) оголосила, що будь-які гравці клубу за бажання мають право стати вільними агентами без виплати «рейнджерам» компенсації.

### «Бешикташ»

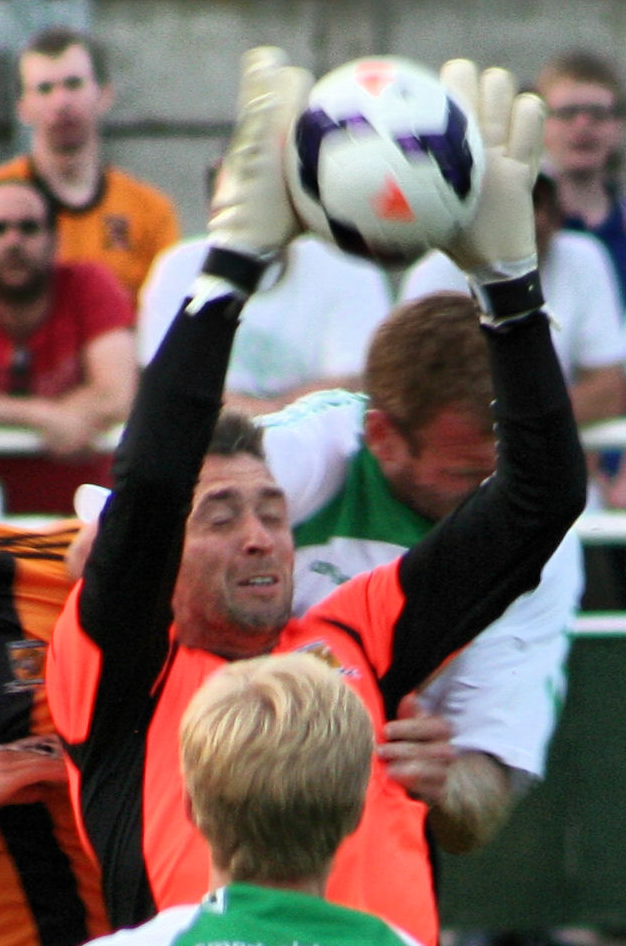
Аллан Макгрегор під час виступів за «Галл Сіті». 2013 рік.

26 липня на правах вільного агента Макгрегор приєднався до турецького клубу «Бешикташ», підписавши з «чорними орлами» 2-річний контракт. 1 вересня Аллан вперше захищав ворота стамбульців в офіційній зустрічі, зігравши повний матч і не пропустивши жодного гола у поєдинку з «Карабюкспором».
Всього за сезон у чемпіонаті Туреччини шотландець провів 27 матчів (усі — у стартовому складі), 39 пропущених м'ячів, дві жовті картки.

### «Галл Сіті»
2 липня 2013 перейшов за 1,5 млн фунтів в англійський «Галл Сіті», який за підсумками попереднього сезону пробився до прем'єр-ліги. З 31-річним футболістом було укладено контракт, термін якого розрахований на три роки. 17 травня 2014 року він зіграв у фіналі Кубка Англії проти «Арсеналу», в якому «Галл Сіті» програв з рахунком 2:3.
Протягом сезону 2016/17 років Макгрегор відновлювався після травми спини, через що став лише третім воротарем клубу після Елдина Якуповича та Девіда Маршалла, тому у січні 2017 року його віддали в оренду « Кардіфф Сіті», щоб покращити свою фізичну форму.
Влітку 2017 року Макгрегор повернувся до «Галл Сіті», який саме вилетів з Прем'єр-ліги, і став основним воротарем команди у Чемпіоншипі 2017/18, зігравши у 44 іграх, але команда виступала вкрай невдало, посівши лише 18 місце. В результаті Макгрегор покинув «Галл» влітку 2018 року, відхиливши пропозицію про новий контракт.

### Повернення в «Рейнджерс»
У травні 2018 року Аллан повернувся в «Рейнджерс», підписавши контракт на 2 роки. У своїй рідній команді Макгрегор одразу став основним гравцем і наприкінці сезону 2018/19 років був включений командою року чемпіонату Шотландії (вчетверте у своїй кар'єрі).
На початку грудня 2020 року Макгрегор побив клубний рекорд за кількістю проведених матчів за клуб у єврокубках, а наприкінці місяця зіграв свій 400-й матч за рідну команду в усіх змаганнях.
2021 року Аллан допоміг «Рейнджерсу» вперше за 10 років виграти чемпіонський титул, завершивши сезон без поразок і набравши рекордні 102 очки, за що вп'яте був включений до символічної збірної чемпіонату та вперше був названий найкращим гравцем турніру. Наступного року він став з командою володарем Кубка Шотландії, втім у цьому турнірі протягом усього розіграшу на воротах стояв дублер Макгрегора, Джон Маклафлін. Натомість Аллан був основним у іграх тогорічної Ліги Європи, де «Рейнджерс» зумів стати фіналістом змагання.

## Виступи за збірну
У період з 2002 по 2003 рік Макгрегор провів шість ігор за молодіжну збірну Шотландії. 30 січня 2007 року Аллан був уперше у своїй кар'єрі викликаний під прапори першої національної команди. 30 травня того ж року відбувся дебют воротаря у збірній в товариському матчі проти Австрії Макгрегор захищав ворота «тартанової армії» перший тайм, після чого був замінений на Крейга Гордона. Свою другу зустріч у національній команді голкіпер провів у серпні 2008 року з Північною Ірландією. Макгрегор вийшов на другий тайм поєдинку і парирував пенальті у виконанні Девіда Гілі. У своїй третій грі за національну команду (проти Аргентини) Аллан вперше відіграв усі 90 хвилин. І хоча «тартанова армія» і програла з рахунком 0:1, дії голкіпера відзначалися з позитивного боку. 28 березня 2009 року Макгрегор дебютував у збірній в офіційному матчі — в той день в рамках відбіркового турніру до чемпіонату світу 2010 року шотландці грали з командою Нідерландів.
3 квітня 2009 року голкіпер разом зі своїм одноклубником по «Рейнджерс» Баррі Фергюсоном був відсторонений від ігор за національну команду за розпивання алкогольних напоїв та самовільне покидання розташування збірної після поєдинку з Нідерландами і демонстрації жестів у зустрічі з Ісландією. Пізніше воротар вибачився за поведінку.
У лютому наступного року Аллан знову опинився під вогнем критики журналістів Шотландії після того, як побився, повертаючись з одного нічного клубу в центрі Глазго.
В серпні 2010 року наставник збірної Крейг Левейн знову викликав Макгрегора під прапори збірної на товариський матч проти Швеції. У тій зустрічі Аллан знову продемонстрував хорошу гру, але не зміг запобігти важкій поразці своєї команди 0:3.
У відбірному циклі до європейської першості 2012 року Макгрегор був основним воротарем. Стартувала збірна Шотландії з нічиї з литовцями та перемоги над Ліхтенштейном. Після наступного матчу «тартанової армії», яким був поєдинок із Чехією, голкіпер був визнаний найкращим гравцем зустрічі, навіть незважаючи на те, що шотландці поступилися своїм опонентам. Далі Макгрегор знову продемонстрував свої найкращі якості у грі проти чинних чемпіонів світу та Європи — іспанців. І знову був визнаний «Гравцем матчу» попри поразку шотландців.
Виступи Аллана були також відзначені спортивними журналістами країни, які назвали його «Гравцем року у збірній Шотландії» сезону 2010/11.
У лютому 2011 Макгрегор допоміг «тартановій армії» здобути велику перемогу 3:0 над північноірландцями в стартовому матчі Кубка націй 2011. Перед другим поєдинком турніру, проти збірної Уельсу, наставник шотландців Левейн охарактеризував Аллана, як «справжній діамант» та «найкращий голкіпер», з ким доводилося працювати Крейгу в національній команді. Проти валлійців воротар провів свою дванадцяту гру у формі «тартанової армії», а через чотири дні досяг рубежу «чортової дюжини» в числі матчів, узявши участь у зустрічі з Ірландією.
Перед цим, 27 березня, Макгрегор зіграв у товариському матчі зі збірною Бразилії, який був проведений на лондонській арені «Емірейтс». Гравці «тартанової армії» не змогли стримати молодого форварда «чарівників м'яча» Неймара, який оформив «дубль» і приніс своїй команді перемогу з рахунком 2:0. У серпні та вересні Аллан провів ряд невдалих матчів, у яких він робив невимушені помилки, що коштували його команді пропущених м'ячів, за що Макгрегор був розкритикований журналістами.
Макгрегор оголосив про завершення міжнародного футболу в березні 2019 року, провівши 42 матчі за Шотландію.  Востаннє він виступав у грі Ліги націй УЄФА 2018–19 проти Ізраїлю, коли він зробив важливий сейв, зберігши перемогу з рахунком 3:2.

## Досягнення
- Чемпіон Шотландії (4): 2008/09, 2009/10, 2010/11, 2020/21
- Володар Кубка Шотландії (4): 2001/02, 2002/03, 2008/09, 2021/22
- Володар Кубка шотландської ліги (5): 2001/02, 2002/03, 2007/08, 2009/10, 2010/11

### Особисті досягнення
- Гравець місяця шотландської Прем'єр-ліги (2) : вересень 2006[93], квітень 2011[94]
- У символічній збірній чемпіонату Шотландії (5): 2008/09, 2009/10,  2010/11,  2018/19,  2020/21[95]
- Найкращий гравець шотландської Прем'єр-ліги (1): 2020/21[96]